# Assemblée des experts
L'Assemblée des experts (en persan : مجلس خبرگان, Majles-e Khobregān) est une assemblée de la république islamique d'Iran composée de 88 membres religieux élus pour huit ans au suffrage universel direct, chargée de nommer, superviser et éventuellement démettre le guide suprême.

## Historique
L'Assemblée des experts est créée par la Constitution iranienne de 1979 et élue pour la première fois en décembre 1982. Elle est renouvelée en 1990, 1998, le 15 décembre 2006, le 26 février 2016 et le 1er mars 2024.

## Système électoral
L'Assemblée des experts est composé de 88 sièges pourvus pour huit ans au suffrage universel direct majoritaire à un tour dans des circonscriptions de un ou plusieurs sièges. Les électeurs votent pour des candidats, obligatoirement membres du clergé religieux du chiisme duodécimain, en attribuant une voix à autant d'entre eux que de sièges à pourvoir dans la circonscription. Les candidats ayant réuni le plus de voix sont élus.
Les candidatures sont préalablement soumises à une validation par le Conseil des gardiens de la Constitution, un pouvoir qu'il s'est lui même attribué et qu'il exerce selon plusieurs critères prédéfinis, dont la loyauté à la constitution de la république islamique et la « bonne réputation » des candidats. Ces critères vagues lui permettent en pratique d'exclure n'importe quel candidat de manière arbitraire,,.

## Fonctionnement
L'Assemblée tient deux sessions ordinaires chaque année.
Bien qu'officiellement établie dans la ville sainte de Qom, elle se réunit à Téhéran et à Mashhad.
Les membres sont élus pour un mandat de huit ans. Seuls les religieux sont autorisés à postuler. Les candidatures sont examinées par le Conseil des gardiens.

## Présidents
|   | Nom                                 | Début du mandat  | Fin du mandat   | Mandature       |
| - | ----------------------------------- | ---------------- | --------------- | --------------- |
| 1 | Ali Meshkini                        | 12 novembre 1983 | 30 juillet 2007 | 1re, 2e, 3e, 4e |
| 2 | Hachemi Rafsandjani                 | 4 septembre 2007 | 8 mars 2011     | 4e              |
| 3 | Mohammad Reza Mahdavi-Kani          | 8 mars 2011      | 21 octobre 2014 | 4e              |
| - | Mahmoud Hashemi Shahroudi (intérim) | 21 octobre 2014  | 10 mars 2015    | 4e              |
| 4 | Mohammad Yazdi                      | 10 mars 2015     | 24 mai 2016     | 4e              |
| 5 | Ahmad Jannati                       | 24 mai 2016      | 21 mai 2024     | 5e              |
| 6 | Mohammad Ali Movahedi-Kermani       | 21 mai 2024      | en fonction     | 6e              |

## Articles Connexes
- République islamique d'Iran
- Guide de la révolution
- Constitution iranienne